# 16809 Ґалапаґос
16809 Ґалапаґос (16809 Galápagos) — астероїд головного поясу, відкритий 21 жовтня 1997 року.
Тіссеранів параметр щодо Юпітера — 3,375.